# Pelargonia pasiasta

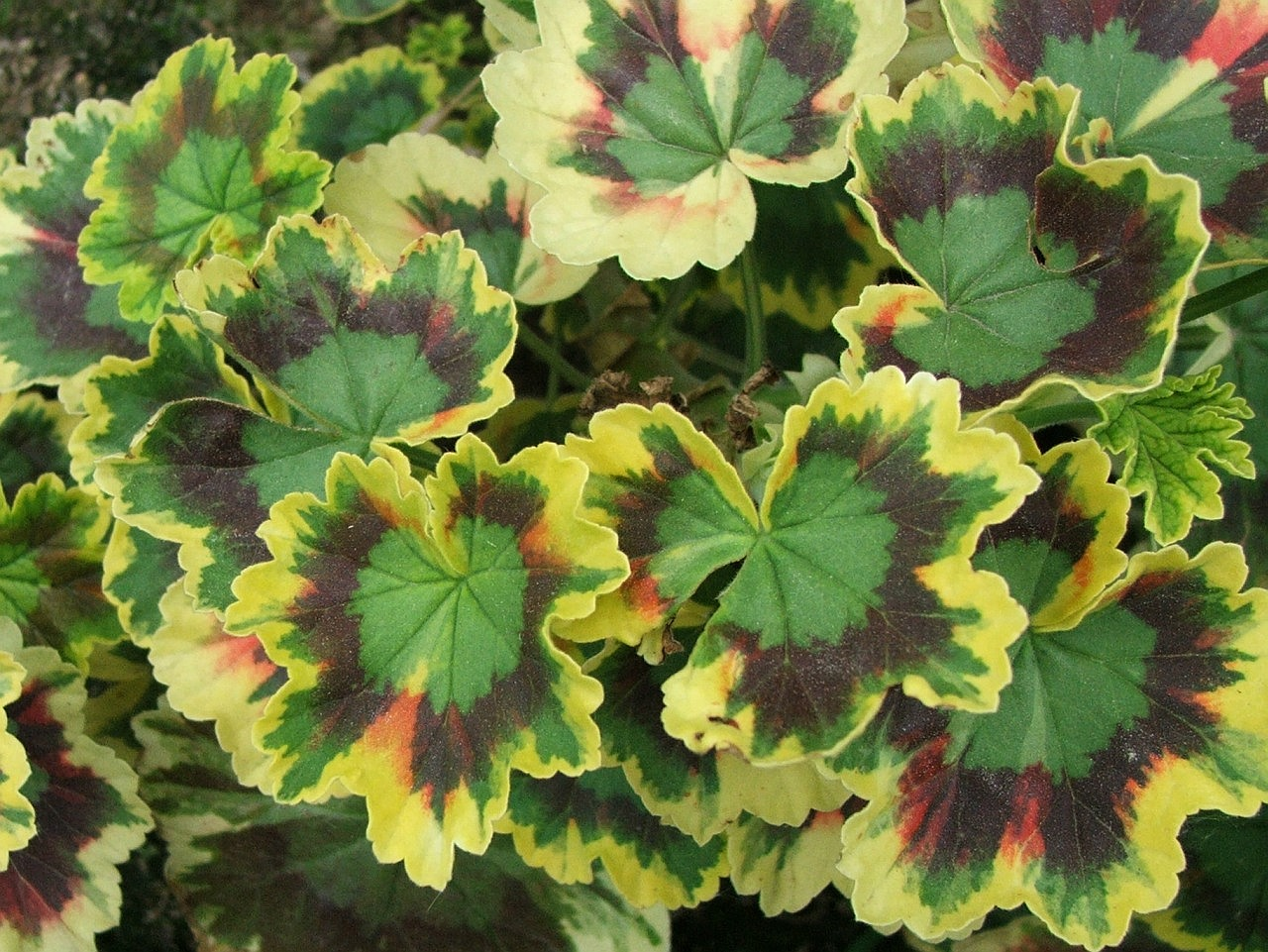
Odmiana o silnie wybarwionych liściach

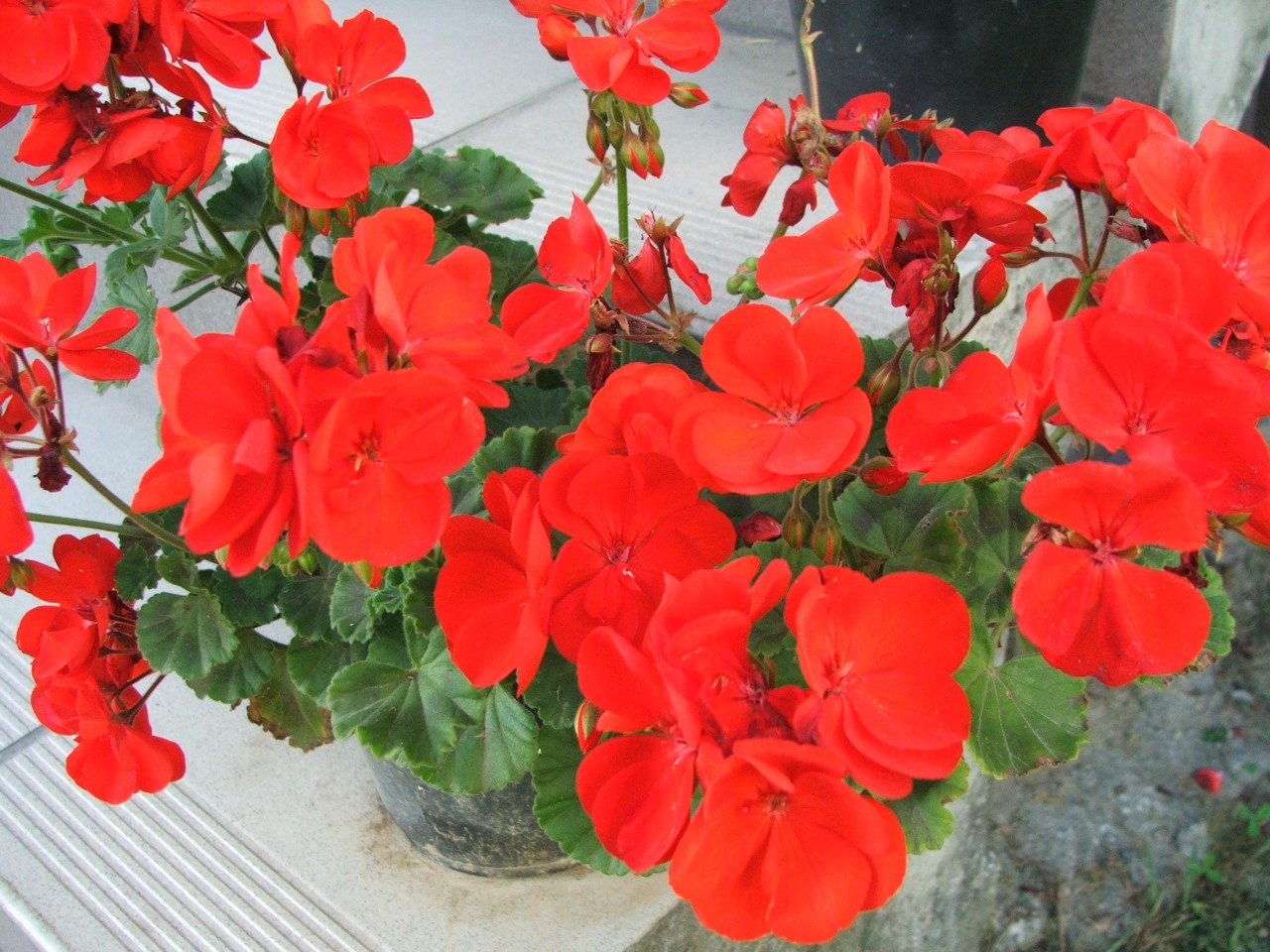
Kwiaty

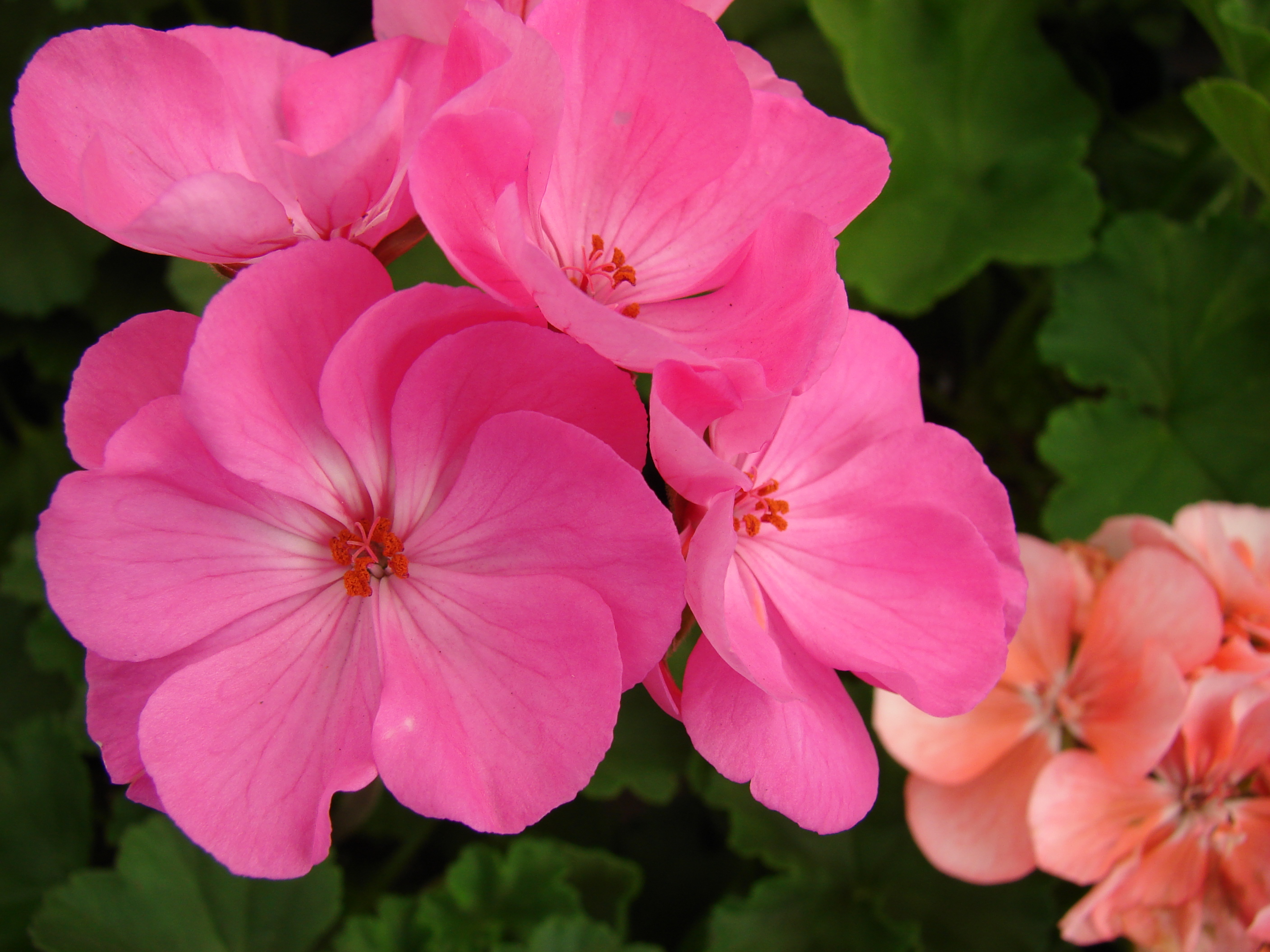
Kwiaty

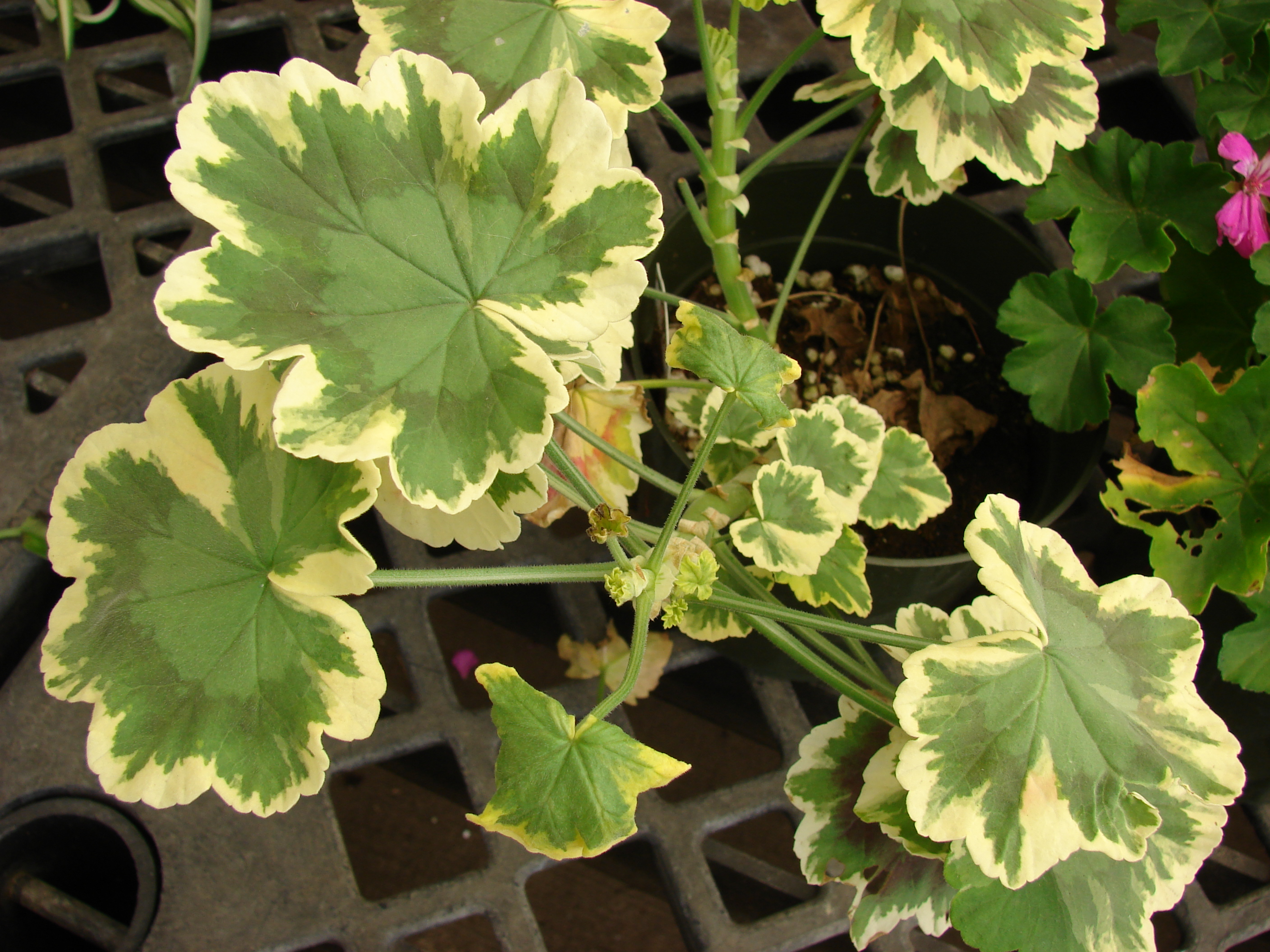
Odmiana o ozdobnych liściach

Pelargonia pasiasta, pelargonia rabatowa, geranium muszkatel (Pelargonium × hortorum) – mieszaniec dwóch gatunków pelargonii: P. zonale i P. inquinans. Obydwa te gatunki pochodzą z południowej części Afryki Południowej, ich mieszaniec jest powszechnie uprawiany jako roślina ozdobna. Wszystkie znajdujące się w uprawie ozdobne odmiany pelargonii są mieszańcami.

## Morfologia
ŁodygaGruba, wzniesiona, rozgałęziona.
LiścieUlistnienie naprzemianległe. Liście pojedyncze, długoogonkowe o nerkowatym kształcie i pofalowanych brzegach, miękko owłosione. Ich charakterystyczną cechą odróżniającą je od innych mieszańców pelargonii jest mniej lub bardziej widoczny rysunek (pierścień) na liściach, przeważnie brązowy.
KwiatyZebrane w baldachy w różnych kolorach; od białego poprzez łososiowy, różowy i czerwony do fioletowego. Mogą być u różnych odmian pojedyncze lub pełne. Przeważnie mają symetrię dwuboczną; 2 górne płatki korony są szersze i dłuższe, a także inaczej zabarwione, pręcików jest 10, część z nich lub wszystkie są zmarniałe.
Gatunki podobnePelargonia wielkokwiatowa – ma bardzo podobny pokrój, ale kwiaty ma wyraźnie większe a liście bez rysunku. Bardzo podobne kwiaty ma też pelargonia bluszczolistna – tę najłatwiej odróżnić po zwisających pędach.

## Biologia
Bylina. Cała roślina z wyjątkiem kwiatów wydziela charakterystyczny zapach. Kwitnie bardzo długo (przez całe lato) i obficie, jednak większość uprawianych odmian nie wytwarza nasion. W ciągu roku przyrasta około 25–30 cm. Jest rośliną długowieczną, jednak starsze okazy stają się nieładne, gdyż ogałacają się dołem z liści i kwitną słabiej.

## Zastosowanie
Jest uprawiana jako roślina ozdobna, głównie jako roślina doniczkowa w mieszkaniach oraz w różnego rodzaju pojemnikach na balkonach, parapetach okiennych, werandach. Walorami tej rośliny są ładne i długo kwitnące kwiaty oraz ozdobne liście. Ostatnio w kompozycji z innymi gatunkami roślin bywa uprawiana również jako roślina rabatowa.

## Uprawa
- Wymagania. Jest łatwa w uprawie. Potrzebuje silnego światła, może to być bezpośrednie oświetlenie słoneczne. Lubi suchą atmosferę i dużo przestrzeni, nie należy jej zraszać, gdyż powoduje to jej gnicie. Jako podłoże najlepsza jest ziemia torfowa lub gliniasta. Uprawiana w mieszkaniu latem dobrze toleruje temperaturę pokojową, zimą lepiej jest wynieść ją do zimniejszego pomieszczenia o temperaturze nie przekraczającej 16 °C.
- Zabiegi uprawowe. W lecie rośliny w mieszkaniu podlewa się 2–3 razy w tygodniu, pelargonie rosnące na polu w pełnym słońcu podlewa się codziennie (rano lub wieczorem). Latem nawozi się rozcieńczonym płynnym wieloskładnikowym nawozem co 2 tygodnie lub stosuje się długotrwale działające pałeczki nawozowe wkładane do podłoża. Przekwitnięte kwiatostany i uschnięte liście usuwa się, gdyż szpecą roślinę. Na wiosnę roślinę przycina się.
- Rozmnażanie. Przede wszystkim przez sadzonki pędowe pobierane od połowy lipca do połowy sierpnia. Ścięte sadzonki przez kilka godzin pozostawia się, by obeschła powierzchnia cięcia, potem zanurza w ukorzeniaczu, sadzi w podłożu z torfu i pasku w stosunku 1:1 oraz trzyma w słonecznym i ciepłym pomieszczeniu (najlepiej w szklarni, inspekcie). Przylistki na sadzonkach usuwa się, gdyż często gniją. Ukorzenianie trwa w dobrych warunkach do 3 tygodni. Ostatnio pojawiają się odmiany, które można rozmnażać z nasion. Wysiane w piaszczystym podłożu łatwo kiełkują w temperaturze 16–18 °C.

## Odmiany (wybór)
- o białych kwiatach: 'Blutenschnee', 'Moreton White', 'Weiss'
- o łososiowych kwiatach: 'Ania', 'Erfolg', 'Lachs', 'Salmon Irene'
- o różowych kwiatach: 'Pico', 'Rosa Karl', 'Zorbig'
- o pomarańczowoczerwonych kwiatach: 'Jubileuszowa', 'Maryla'
- o czerwonych kwiatach: 'Dietzmanns Diamont', 'Drezdner', 'Irene', 'Rubin'